# São José de Caiana
São José de Caiana is een gemeente in de Braziliaanse deelstaat Paraíba. De gemeente telt 6.141 inwoners (schatting 2009).